# 튀르키스탄 자치 소비에트 사회주의 공화국

튀르키스탄 자치 소비에트 사회주의 공화국의 기

튀르키스탄 자치 소비에트 사회주의 공화국의 위치 (갈색)

튀르키스탄 자치 소비에트 사회주의 공화국(러시아어: Туркестанская Автономная Социалистическая Советская Республика, TACCP)은 1918년 4월 30일부터 1924년 10월 27일까지 러시아 소비에트 연방 사회주의 공화국 내의 자치공화국이었다.
인구는 5,221,963(1920년)이었고 우즈베크인 39.3% 카자흐인 20.8% 키르기스인 10.0% 타지크인 7.7% 투르크멘인 5.1% 카라칼파크인이 1.4%였다. 또 수도는 타슈켄트였다.

## 같이 보기
- 소비에트 중앙아시아